# 2022年ロシアのウクライナ侵攻における白リン弾の使用
2022年ロシアのウクライナ侵攻における白リン弾の使用（2022ねんロシアのウクライナしんこうにおけるはくリンだんのしよう）では、2022年ロシアのウクライナ侵攻においてロシアとウクライナ双方が主張している白リン弾の使用について述べる。
ロシアのウクライナ侵攻において、ウクライナは、3月にクラマトルスクとキーウ方面の戦闘で、5月にアゾフスタリ製鉄所の兵士に対して、それぞれロシア軍が白リン弾を使用したと繰り返し非難し、ロシア国防省もまた、ウクライナが2月末のアントノフ国際空港の戦いで白リン弾を使用したと主張している。
専門家は、メディアの取材において、使用された兵器の種類を明確に立証するにはデータが不足していると発言した。

## 規制と適用
焼夷弾はジュネーヴ条約で禁止されており、軍事紛争のすべての当事国に対して適用される。しかし、白リン自体には合法的な用途が存在するので、白リン弾は国際人道法で直接規制されてはいない。
白リンは酸素との相互作用で発火し、燃焼中に大量の煙が発生するため、軍で煙幕として使われ、部隊の行動を隠すことができる。しかしながら、化学的な性質により白リン弾が特に危険なものとなっており、リンの燃焼温度は800°Cから2500°Cで、皮膚や衣服など様々なものに付着し、燃焼中のリンは消火するのが困難である。また、白リンは骨まで達する重い火傷を起こし得るものであり、組織内に残留したものが初期治療の後に発火する可能性がある。通常、医療資源が限られている軍医には、被害者をタイムリーかつ十分に助けることは困難である。たとえ火傷から生還したとしても、白リンの毒性による臓器不全で死亡する可能性もあり、さらに、焼夷弾による火災で民間人の住居や財産を破壊し、作物や家畜に被害が与えられ得る。ヒューマン・ライツ・ウォッチのような人道的活動組織は、各国政府に対して、リン弾頭を特定通常兵器使用禁止制限条約に含めるように要請している。
危険性があるにもかかわらず、2022年まで化学兵器の開発、生産、貯蔵及び使用の禁止並びに廃棄に関する条約においてリン弾が化学兵器に分類されてはいなかった。国際非政府組織により、シリア、アフガニスタン、ガザ地区などでの戦闘で白リン弾の使用が記録されているが、人道法により軍事利用は選択的であることが義務づけられているため、人口密集地帯や民間人への使用は戦争犯罪とされている。司令部には民間人と兵士や軍事目標を区別する義務があるが、人口密集地帯への使用の際には不可能である。

## 2022年ロシアのウクライナ侵攻
2022年3月25日、NATO首脳に対する演説で、ウクライナの大統領ウォロディミル・ゼレンスキーは「ところで、今朝、白リン弾が使用された。ロシア軍の白リン弾である。大人がまた殺害され、子どもがまた殺害された」と発言し、ロシア軍による白リン弾の使用を非難した。3月末には、キーウ警察の副署長がクラマトルスクへの白リン弾の使用について報告している。また、キーウでは特徴的な発光が撮影された。当時、白リン弾が使用された事実が第三者機関により確認されていなかったにもかかわらず、専門家はその可能性があると認めていた。ウクライナの抵抗が激しく、ロシア軍の攻勢の進展が芳しくない戦況であった。
ウクライナの国防次官ハンナ・マリャルは「政府は使用された可能性がある化学兵器に関して入ってくる情報の調査を開始した」と発言し、彼女は特にマリウポリ包囲戦における白リン弾を例として挙げている。ドネツィク州知事パブロ・キリレンコは、マリウポリの冶金工場付近でドローンにより詳細不明の爆発物が投下され、3人が体調不良を訴え、入院したという旨の報告書を読んだことを認めた。ロシアを後ろ楯とするDPR軍は、マリウポリにおける禁止兵器の使用を否定している。
5月中旬、ウクライナの人権オンブズマンリュドミラ・デニソワは、ロシア軍がマリウポリのアゾフスタリ製鉄所を9M22S焼夷弾と白リン弾で攻撃したと非難した。敷地内の特徴的な発光の映像で確認され、DPRの司令官アレクサンダー・ホダコフスキーによりソーシャル・ネットワーク上に投稿された。当時、製鉄所に避難していた多くの市民は赤十字国際委員会と国際連合の支援下で避難したが、ウクライナ兵士およそ1000人が敷地内に残り、ロシア軍はマリウポリからのすべての避難経路を封鎖した。
製鉄所への砲撃が白リン弾かマグネシウム合金からなる9M22S焼夷弾によるものかどうかは、西側の専門家の間で意見が分かれている。ロシア司令部は使用した兵器の種類について何も発言してはいないが、ロシアのメディアは、映像では白リン弾ではなく火工品を詰めたGrad ロケット弾が使われていたとしている。
Indian Defence ViewとSamirは、NPO Splavが1971年に爆発力が高い9M22フランジブル弾をもとに開発した9M22S焼夷弾が使われた可能性があると説明する。9M22S焼夷弾は、爆発力が高いフランジブル弾頭の代わりに、180個の子弾を含む9N510弾頭を搭載している。草木、倉庫、可燃物を発火させるために設計され、子弾は、テルミットに似た物質が充填された、ML5として知られるマグネシウム合金から作られた六角柱からなる。子弾は、呼び長さが40ミリメートル、幅が25ミリメートルで、少なくとも2分間は燃焼する。照明弾（特に夜間）と焼夷弾としての効果が、外見上ではしばしば白リン弾に似ているが、実際には似て非なるものであることにも注目される。
ルハーンシク州知事のセルヒー・ガイダイは、ナチス・ドイツの行動と比較した上で、ロシアの攻撃者を戦争犯罪者と呼んだ。ウクライナ検察庁は、製鉄所の兵士に対して焼夷弾が使われた可能性について調査を開始した。